# Apollo z Tenei
Apollo z Tenei (lub Kuros z Tenei) – antyczna marmurowa rzeźba grecka z okresu archaicznego.
Rzeźba jest datowana w przybliżeniu na lata 560–550 p.n.e. Mierzy 1,53 m wysokości. Została znaleziona w 1846 na cmentarzu w Tenei (niedaleko Koryntu), a wykonana została prawdopodobnie w warsztacie korynckim jako pomnik nagrobny. Od 1853 zabytek znajduje się w Gliptotece monachijskiej.
Rzeźba jest przykładem kurosa - tak nazywamy starożytne posągi, przedstawiające stojącego na wprost nagiego mężczyznę, z rękoma ułożonymi wzdłuż ciała. Bardzo często dłonie kurosów zaciśnięte są w pięści, a lewa noga jest wysunięta do przodu. Tego typu rzeźby nie przedstawiały konkretnej osoby - ich twarze wykonywano w ten sposób, że trudno było określić wiek (tzw. ponadczasowa młodość), posiadały uogólnione rysy i stanowiły wzorzec idealnego piękna. Na twarzach większości starożytnych rzeźb, w tym również na obliczu Apolla, pojawia się tzw. archaiczny uśmiech, czyli lekko dostrzegalny zarys uśmiechniętych ust.